# 171e division d'infanterie
La 171e division d'infanterie est une des divisions d'infanterie de l'armée allemande (Wehrmacht) durant la Seconde Guerre mondiale. Cette division ayant servi principalement de réserve elle est également connue sous le nom de 171. Reserve-Division et 171. Ersatz-Division.

## Historique
La 171e division d'infanterie est formée le 26 octobre 1939 à Hanovre en Allemagne dans le Wehrkreis XI (district militaire XI), en tant que division de l'Armée de remplacement sous le nom de Kommandeur der Ersatztruppen XI.
Le 9 novembre 1939, l'état-major prend le nom de 171. Division, puis le 12 décembre 1939, le nom de 171e division d'infanterie.
Avec son reclassement en armée de réserve, la division prend le nom de 171. Reserve-Division le 1er octobre 1942.
Elle est stationnée en Belgique et est renommée 48e division d'infanterie en janvier 1944.

## Organisation

### Commandants
| Date                                  | Grade           | Commandant       |
| ------------------------------------- | --------------- | ---------------- |
| 1er novembre 1939 - 20 septembre 1942 | Generalleutnant | Eugen Schlenther |

### Officiers d'opérations (Generalstabsoffiziere (Ia))
| Date                               | Grade           | Commandant      |
| ---------------------------------- | --------------- | --------------- |
| 20 septembre 1942 - 5 janvier 1944 | Generalleutnant | Friedrich Fürst |

## Théâtres d'opérations
- Allemagne : novembre 1939 - septembre 1943

Réserve
- Belgique : septembre 1942 - janvier 1944

## Ordres de bataille
- Infanterie-Ersatz-Regiment 19
- Infanterie-Ersatz-Regiment 71
- Infanterie-Ersatz-Regiment 216
- Artillerie-Ersatz-Regiment 19
- Nachrichten-Ersatz-Abteilung 13
- Pionier-Ersatz-Bataillon 4
- Kraftfahr-Ersatz-Abteilung 11
- Kraftfahr-Ersatz-Abteilung 31
- Fahr-Ersatz-Abteilung 11

Réserve
- Reserve-Grenadier-Regiment 19
- Reserve-Grenadier-Regiment 71
- Reserve-Grenadier-Regiment 216
- Reserve-Artillerie-Regiment 252
- Reserve-Radfahr-Schwadron 1071
- Reserve-Panzerjäger-Kompanie 1071
- Reserve-Pionier-Bataillon 1071
- Reserve-Nachrichten-Kompanie 1071
- Reserve-Divisions-Nachschubtruppen 1071